# Michael Tolkin
Michael Tolkin (New York, 17 ottobre 1950) è uno sceneggiatore, regista e scrittore statunitense.

## Biografia
Nato a New York, figlio di Edith e Mel Tolkin, noto autore televisivo. Anche il fratello Stephen è sceneggiatore e regista.
Tolkin conosce il successo grazie al film di Robert Altman I protagonisti (The Player), basato sul suo romanzo Il giocatore (The Player), vincitore di un Edgar Award, di cui ha curato la sceneggiatura e la produzione, ed ottenendo un piccolo ruolo come interprete. Per il film ha ricevuto una candidatura all'Oscar 1993 per la migliore sceneggiatura non originale e una candidatura al Golden Globe 1993, ma si è aggiudicato un BAFTA al miglior adattamento.
In seguito ha curato la sceneggiatura dei film Deep Impact ed Ipotesi di reato. Per il 2009 ha in lavorazione Nine, adattamento cinematografico dell'omonimo musical di Broadway.
Tolkin vive a Los Angeles assieme alla moglie, la scrittrice Wendy Mogel, e le loro due figlie.

## Filmografia

### Sceneggiatore
- California Skate (Gleaming the Cube, 1989)
- Sacrificio fatale (The Rapture, 1991)
- I protagonisti (The Player, 1992)
- Massima copertura (Deep Cover, 1992)
- New Age - Nuove tendenze (The New Age, 1994)
- Il fuoco della resistenza - La vera storia di Chico Mendes (The Burning Season: The Chico Mendes Story), film TV (1994)
- Deep Impact (1998)
- Ipotesi di reato (Chaning Lines, 2002)
- Nine (2009)
- Escape at Dannemora - miniserie TV (2018)
- The Offer - miniserie TV, 10 episodi (2022)

### Regista
- Sacrificio fatale (The Rapture, 1991)
- New Age - Nuove tendenze (The New Age, 1994)

### Produttore
- Escape at Dannemora - miniserie TV (2018)
- The Offer - miniserie TV, 10 episodi (2022)